# Hotel Regina
El Hotel Regina es un edificio de principios del siglo XX situado en la ciudad española de Albacete.

## Historia
El edificio fue construido en 1919 en el emblemático paseo de la Libertad de la capital albaceteña, en pleno Centro de la ciudad, proyectado por el arquitecto Julio Carrilero.
En un principio fue una casa particular hasta que posteriormente albergó un hotel, el Hotel Regina, al que debe su nombre, uso que ya no mantiene en la actualidad.

## Características

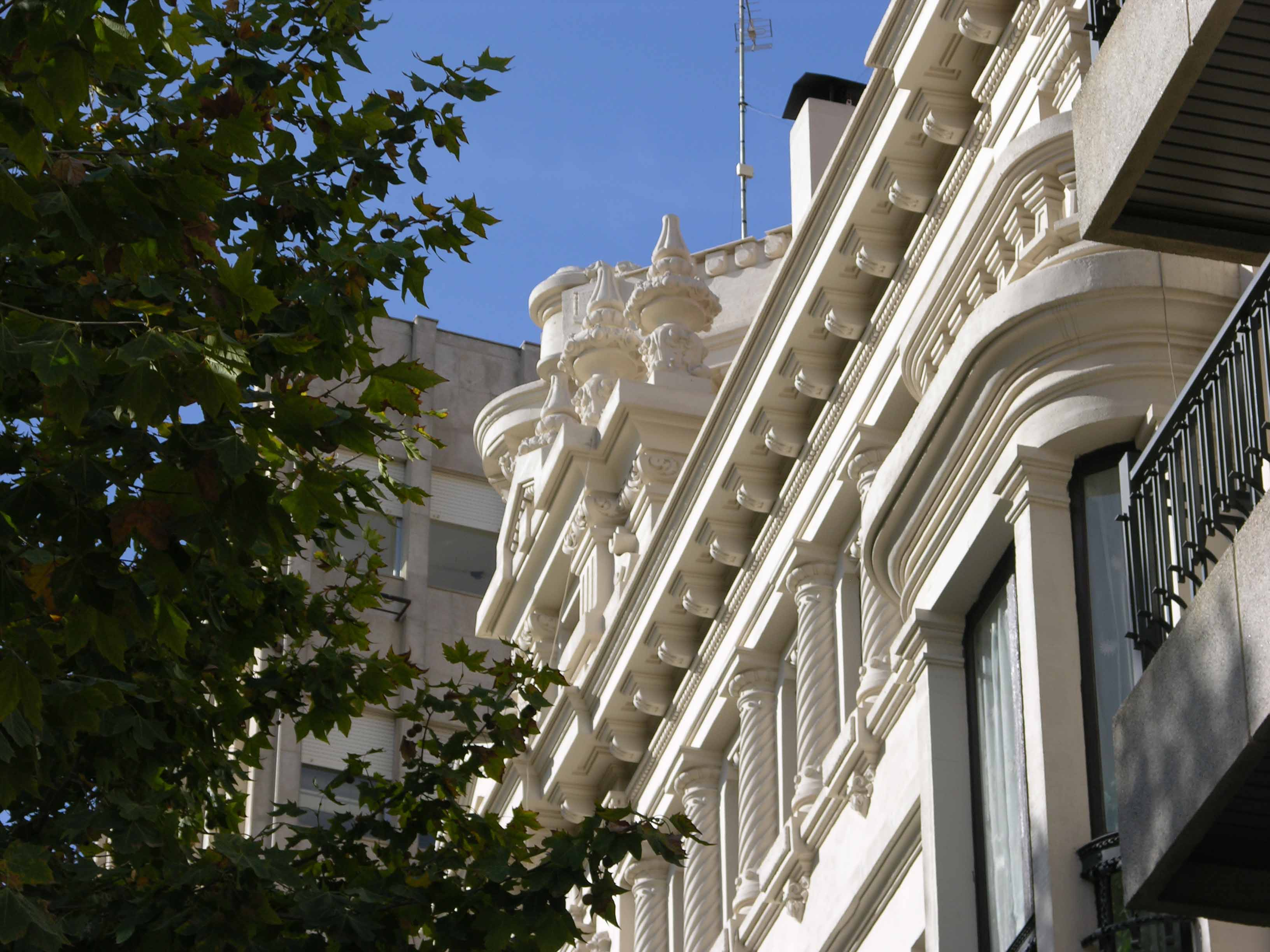
Detalle de la fachada

El edificio destaca por su elegancia con característicos miradores y balcones abalaustrados. En la actualidad alberga oficinas.